# إنترفيرون بيتا 1-ألفا
إنترفيرون بيتا 1-ألفا هو سيتوكين في عائلة إنترفيرون وبالتحديد إنترفيرون نوع 1 يستخدم في علاج التصلب المتعدد.
تنتج خلايا الثدييات هذا النوع بينما إنترفيرون بيتا 1-بيتا فتنتجه بكتيريا الإشريكية القولونية.
تقول بعض الافتراضات أن الإنترفيرونات تؤدي إلى حدوث انخفاض بنحو 18–38% في معدل نكس التصلب المتعدد. لم يتبين أن الإنترفيرون بيتا يبطء حدوث الإعاقة المتقدمة. الإنترفيرونات ليست علاجًا للتصلب المتعدد (لا يوجد علاج معروف له). ينص الافتراض على أن الإنترفيرونات قد تبطئ ترقي المرض إذا بدأ إعطاؤها في وقت باكر واستمر طوال مدة المرض.

## الاستخدامات الطبية

### المتلازمة المعزولة سريريًا
أول تظاهر سريري للتصلب المتعدد الناكس الهاجع هو المتلازمة المعزولة سريريًا، وهي هجمة مفردة لعرض واحد. خلال المتلازمة المعزولة سريريًا، يحدث هجوم تحت حاد يوحي بإزالة الميالين (النخاعين) الأمر الذي يجب تضمينه في طيف الأنماط الشكلية للتصلب المتعدد. ينقص العلاج بالإنترفيرونات بعد هجمة بدئية خطر تطور التصلب المتعدد المؤكد سريريًا.

### التصلب المتعدد الناكس الهاجع
تكون الأدوية قليلة الفعالية في إنقاص عدد الهجمات في التصلب المتعدد الناكس الهاجع، وفي الحد من تراكم الآفات الدماغية التي تقاس باستخدام التصوير بالرنين المغناطيسي المُعزَّز بالغادولينيوم. تنقص الإنترفيرونات حلقات النكس بنحو 30%، وبسبب استخدامها الآمن فإنها تُعتبَر من علاجات الخط الأول. بالإضافة إلى ذلك، لا يستجيب كل المرضى على هذه العلاجات. من المعروف أن 30% من مرضى التصلب المتعدد يكونون غير مستجيبين على الإنترفيرون بيتا. يمكن أن يُصنَّف هؤلاء إلى غير مستجيبين بسبب عوامل وراثية ودوائية ومرضية. أحد العوامل المتعلقة بعدم الاستجابة هو وجود مستويات عالية من الأجسام المضادة المُعادِلة للإنترفيرون بيتا. يحرض العلاج بالإنترفيرون، وتحديدًا الإنترفيرون بيتا 1- بيتا، إنتاج أجسام مضادة معادلة، عادة خلال ثاني ستة أشهر من العلاج، لدى 5–30% من المرضى المعالجين. علاوة على ذلك، إن مجموعة جزئية من مرضى التصلب المتعدد الناكس الهاجع الذين لديهم تصلب متعدد فعال يُدعَى أحيانًا «بالتصلب المتعدد سريع الترقي» يكونون بشكل طبيعي غير مستجيبين للإنترفيرون بيتا 1-ألفا.
رغم الحاجة لمزيد من الدراسات حول التأثيرات طويلة الأمد لهذه الأدوية، تشير البيانات الموجودة حول تأثيرات الإنترفيرونات إلى أن العلاج طويل الأمد الذي يبدأ في وقت باكر يكون آمنًا، ويرتبط بحدوث نتائج أفضل.

## التأثيرات الجانبية
يكون الإنترفيرون بيتا 1- بيتا متاحًا فقط على هيئة أشكال قابلة للحقن، ويمكن أن يسبب تفاعلات جلدية في مكان الحقن قد تشمل النخر الجلدي. تكون التفاعلات الجلدية المرافقة لإعطاء الإنترفيرون بيتا أشيع في حال إعطائه تحت الجلد، وتختلف بشكل كبير في تظاهرها السريري. تظهر عادة خلال الشهر الأول من العلاج، وبغض النظر عن تواترها وأهميتها فإنها تزول بعد ستة أشهر من العلاج. يشيع حدوث التفاعلات الجلدية لدى النساء. لا تعيق التفاعلات الجلدية الخفيفة عادة العلاج بينما يظهر النخر لدى نحو 5% من المرضى ويؤدي إلى إيقاف العلاج. بمرور الوقت أيضًا، قد يحدث غور واضح في مكان الحقن بسبب التخرب الموضعي للأنسجة الدهنية، الذي يُعرَف أيضًا بالضمور الشحمي، على أي حال، نادرًا ما يحدث ذلك عند العلاج بالإنترفيرون.
تُنتَج الإنترفيرونات، وهي مجموعة فرعية من السيتوكينات، في الجسم أثناء الأمراض مثل الإنفلونزا للمساعدة في محاربة العدوى. تكون مسؤولة عن العديد من الأعراض المرافقة لعدوى الإنفلونزا بما فيها: الحمى، والألم العضلي، والإعياء، والصداع. يُبلِغ العديد من المرضى عن حدوث أعراض مشابهه لأعراض الإنفلونزا تظهر بعد ساعات من أخذ الإنترفيرون بيتا إذ تنجم هذه الأعراض عن الزيادة المؤقتة في السيتوكينات. يميل هذا التفاعل للاختفاء بعد 3 أشهر من العلاج، ويمكن أن تُعالَج أعراضه بالأدوية المضادة للالتهاب اللاستيروئيدية التي تُعطَى دون وصفة طبية مثل الإيبوبروفين الذي ينقص الحمى والألم. أحد الأعراض الثانوية المؤقتة الشائعة الأخرى المرتبطة بالإنترفيرون بيتا هو التدهور الوظيفي لأعراض المرض الموجودة مسبقًا. يكون هذا التدهور مشابهًا للذي يحدث لدى مرضى التصلب المتعدد بسبب الحرارة أو الحمى أو الشدة (ظاهرة أوتهوف)، ويظهر عادة خلال 24 ساعة من العلاج، ويكون أشيع في الأشهر الأولى من العلاج، وقد يستمر عدة أيام. من الأعراض التي تكون عرضة لتسوء هو التقبض (فرط التوتر التشنجي). يمكن أن ينقص الإنترفيرون بيتا أيضًا أعداد كريات الدم البيضاء (قلة الكريات البيض)، اللمفاويات (قلة اللمفاويات) والخلايا المتعادلة (قلة الخلايا المتعادلة)، بالإضافة إلى الوظيفة الكبدية. تكون هذه التأثيرات غير خطيرة في معظم الحالات وعكوسة بعد إيقاف أو إنقاص العلاج. على الرغم من ذلك، تنص التوصيات على أن يُراقَب كل المرضى من خلال تحاليل دم مخبرية، تشمل اختبارات وظائف الكبد، لضمان الاستخدام الآمن للإنترفيرونات.
للوقاية من حدث تفاعلات مكان الحقن، يُنصَح المرضى بتغيير مكان الحقن، واستخدام تقنية حقن عقيمة. تتوفر أجهزة حقن لتحسين عملية الحقن. غالبًا ما تكون التأثيرات الجانبية مرهقة بشكل كافٍ لدرجة أن العديد من المرضى في النهاية يوقفون الإنترفيرون (أو أسيتات الغلاتيرامر، وهو علاج مماثل لتعديل سير المرض يتطلب إعطاء حقن منتظمة).

## التوفر
تنتج عدة شركات إنترفيرون بيتا 1-ألفا وبأسماء مختلفة مثل:
- بيوجن تنتج: Avonex
- مرك سيرونو وفايزر فتنتج: Rebif
- سيناجن فتنتج: CinnoVex، وهو بديل حيوي.